# Рутинг
Рутинг (енгл. rooting) је процес који омогућава корисницима смартфона, таблета и осталих уређаја који користе Андроид оперативни систем да би придобили привилеговану контролу (познатија као рут аксес). Користећи кернел Линукса, рутоваење Андроид уређаја дозвољава сличан приступ административним (суперјузер) дозвола као на сваки Линукс или било који јуниксолики оперативни систем као што су FreeBSD или OS X.
Уређај се рутује обично из разлога да се превазиђе ограничење које мобилне мреже и хардвер који произвођачи стављају на неке од уређаја. Дакле рут (или дозвола) да се промене или замене системске апликације и подешавања, покрећу специјализоване апликације ("apps") коеј захтевају доззволе админа, или да изврше друге операције које су иначе недоступне нормалном кориснику Андроида. На Андроиду, рутовање може да олакша брисанје и замену оперативног система тог уређаја, у главном са новијом верзијом
Рут се понекад упоређује са Џеијлбрејком уређаја који користе Еплов iOS оперативни систем. Међутим, ово су другачији концепти: Џеијлбрејк је заобилазак неколилко типова Еплових забрана за корисника, укључујући модификованје оперативног система (спроведено од стране "locked bootloader"), инсталирање не-официјелно признате апликације преко сајдлоудинга, и дају кориснику привилегије на административном нивоу (рутинг). Само мањина Андроид уређаја закључују своје бутлоудере, и многи продавци као што су HTC, Sony, Asus и Гугл експлицитно пружају могућност откључавања уређаја, чак и замену оперативног система комплетно. Слично, могућност сајдлоудовања акликација је типично дозвољен на Андроид уређајима које немају дозволе рута. То је најпре трећи аспект iOS Џеијлбрејка (давање корисницима административне привилегије) то се директно односи на рутовање Андроида.

## Преглед
Рутинг дозвољава да апликације инсталиране од стране корисника извршава привилеговане команде, типично недоступне на уређајима са конфигурацијама после продаје. Рутинг је потребан за напредније a и потенцијално опасне операције укључујући модификовање или брисање фајла система, брисање већ инсталиране апликације, и базична подешавања самог хардвера (рестартовање, контролисање индикатора статуса батерије, поновна калибрација тач опција). Типична инсталација рута инсталира и Суперјузер апликацију, коај надгледа апликације којима су одобрена Рут или суперјузер права захтевавши од корисника потврду пре задавања одређене команде. Секундарна операција, откључивањеbootloader верификацију уређаја, је потребно да би се уклонио или заменио инсталиран оперативни систем.
За разлику од iOS Џеијлбрејка, рутинг није потребан за покретање апликација дистрибуиране ван Гугл Плеј Стора, сајдлоудинг. Андроид оперативни систем подржава ову одлику изворно на два начина: Преко "Непознатих извора" опције у мениу подешавања и кроз Android Debug Bridge. Међутим, Неке америчке Телефонске компаније, укључујући AT&T, су спречиле инсталацију апликација које нису на Плеј Стору у firmware, иако неколико уређаја нису предмет овог правила, укључујућиSamsung Infuse 4G; AT&T је уколнио забране на већини уређаја средином 2011.
Рутовање Андроид телефона омогућава власнику да дода, измени или избрише фајлове система, које им омогућују обављање разних задатака и користе апликације које захтевају рут.

### Предности
Предности рутовања укључују могућност потпуне контроле уређаја. Суперјузер има приступ над системским фајловима уређаја, сви аспекти оперативног система могу бити прилагођени правим ограничењема то је ниво експерта у кодирању. Очекиване предности рутованог уређаја укључују следеће:
- Подршка за теме, могућност да све буде визуелно промењено од боје батерије, до бут анимације која се појављује док се уређај бутује, и још много тога.
- Потпуна контрола кернела, што, на пример, дозвољава оверклоковање и андерклоковање процесора и графичке картице.
- Потпуна контрола апликације, укључујући могућност бекапа, рестора, or batch edit applications, или уклањање bloatware које су већ инсталиране при куповини уређаја.
- Custom automated system-level processes through the use of third-party applications.[11]
- Могућност инсталирања фирмвера (also known as a custom ROM) који омогућава додатне контроле на рутованом уређају.

### Методе
Неке рутинг методе укључују коришћење команд промпта и девелопинг интерфејса званог Android Debug Bridge (ADB), док друге методе могу користити специјализоване апликације и могу бити једноставне као клик једног дугмета. Уређаји, или понекад различите варијанте неког уређаја, могу имати различиту хардверску конфигурацију. Тако да ако водич, ROM или рутинг метода коришћена за уређај са другим хардверским подешавањима, постоји ризик да се уређај брикује.
Разлика између лаког рутирања ("soft rooting") са коришћењем неке апликације која користи рупу у заштити ("root exploit") и тешког рутирања ("hard rooting") флешовањем SU бинарно извршење које понекад направи. Ако се телефон лако рутује, он ће бити рањив за малвере.

## Варијације
Процес рутирања варира у зависности од уређаја, али обично укључује експлоатацију једог или више безбедностних пропуста у фирмвер-у (То јест, у верзији Android OS-а инсталираног на уређај). Када се експлоит ("Exploit") открије, "Custom recovery image" може да се инсталира, што ће прескочити дигиталну проверу потписа фирмвер-а. Затим модификован фирмвер може да се инсталира што заправо укључује алате потребне за покретање као рут ("root"). На пример su binary може бити копиран на локацију тренутног процеса (нпр. /system/xbin/) и одобравање извршног процеса са chmod командом. Споредне супервизор апликације, као Superuser или SuperSU, могу да регулишу и log elevated захтев за дозволу од осталих апликација. Многи водичи, туторијали и аутоматски процеси постоје за популарне андроид уређаје који олакшавају процес рутовања.
Процес рутовања може бити прост или комплексан, и то чак може зависити од serendipity. На пример, убрзо након изласка HTC Dream (HTC G1), откривено је да све што се куца коришћењем тастатуре је било препознато као команда у privileged (root) shell-у. Иако је Google брзо објавио patch за поправљање овога, signed image старог фирмвер-а је процурела, што је дало корисницима могућност да уназаде и користе оригинални експлоит да приступе рут-у.

### Помоћ произвођача
Неки произвођачи, укључујући LG, HTC и Motorola, пружају званичну подршку за откључавање bootloader-а што омогућава рутовање без искоришћења рањивости. Како год, подршка може бити ограничена само на одређене телефоне - на пример, LG је објавио откључани bootloader само за неке моделе њихових телефона.
Google Nexus линији телефона можете откључати bootloader једноставним конектовањем уређаја на компјутер док је у bootloader моду и покренути Fastboot протокол са командом fastboot oem unlock. После прихватања упозорења, bootloader је откључан, тако да нови систем може бити уписан директно на flash без потребе експлоит-а.

### Потешкоће
У прошлости, многи произвођачи су пробали да направе телефоне који се не могу рутовати са већом заштитом (као Droid X), али се они углавном могу рутовати на неки начин. Можда не постоји root exploit за нове телефоне који су скоро изашли, али први је обично доступан за неколико месеци.

## Реакција индустрије
Све до 2010, произвођачи таблета и мобилних телефона, као и мобилне мреже, углавном нису подржавали споредне произвођаче фирмвера. Произвођачи су изразили забринутост због неправилног функционисања уређаја који ради на незваничном софтверу и повезане трошкове подршке. Осим тога, фирмвер као што је OmniROM и CyanogenMod понекад пружају функције за које би оператери иначе наплатили. Због тога, техничке препреке као што су закључани bootloader и забрањени приступ руту често су уведене у многим уређајима. На пример, крајем децембра 2011, Barnes & Noble и Amazon.com, компаније су почеле гурати аутоматска, over-the-air фирмвер ажурирања, 1.4.1 на Nook Tablets и 6.2.1 на Kindle Fries, то је уклонило један начин приступа руту на уређају. Nook Tablet 1.4.1 ажурирање је такође искључило могућност корисницима да инсталирају апликације из других извора осим са званичног Barnes & Noble app store-а.
Међутим, као заједница произвођача је почела да расте крајем 2009 и почетком 2010, и након изјава од стране Copyright Office and Librarian of Congress (US) да омогућавају коришћење "jailbroken" мобилне уређаје, произвођачи су омекшали њихов однос према CyanogenMod-у и осталим незваничним фирмверима. Неки произвођачи, укључујући HTC, Samsung, Motorola и Sony Mobile Communications, активно пружају подрчку и подстичу развој.